# 柔毛盐蓬
柔毛盐蓬（学名：Halimocnemis villosa）为苋科盐蓬属的植物。分布在哈萨克斯坦以及中国大陆的新疆等地，多生长在戈壁，目前尚未由人工引种栽培。